# Palazzo di Giustizia (Rom)

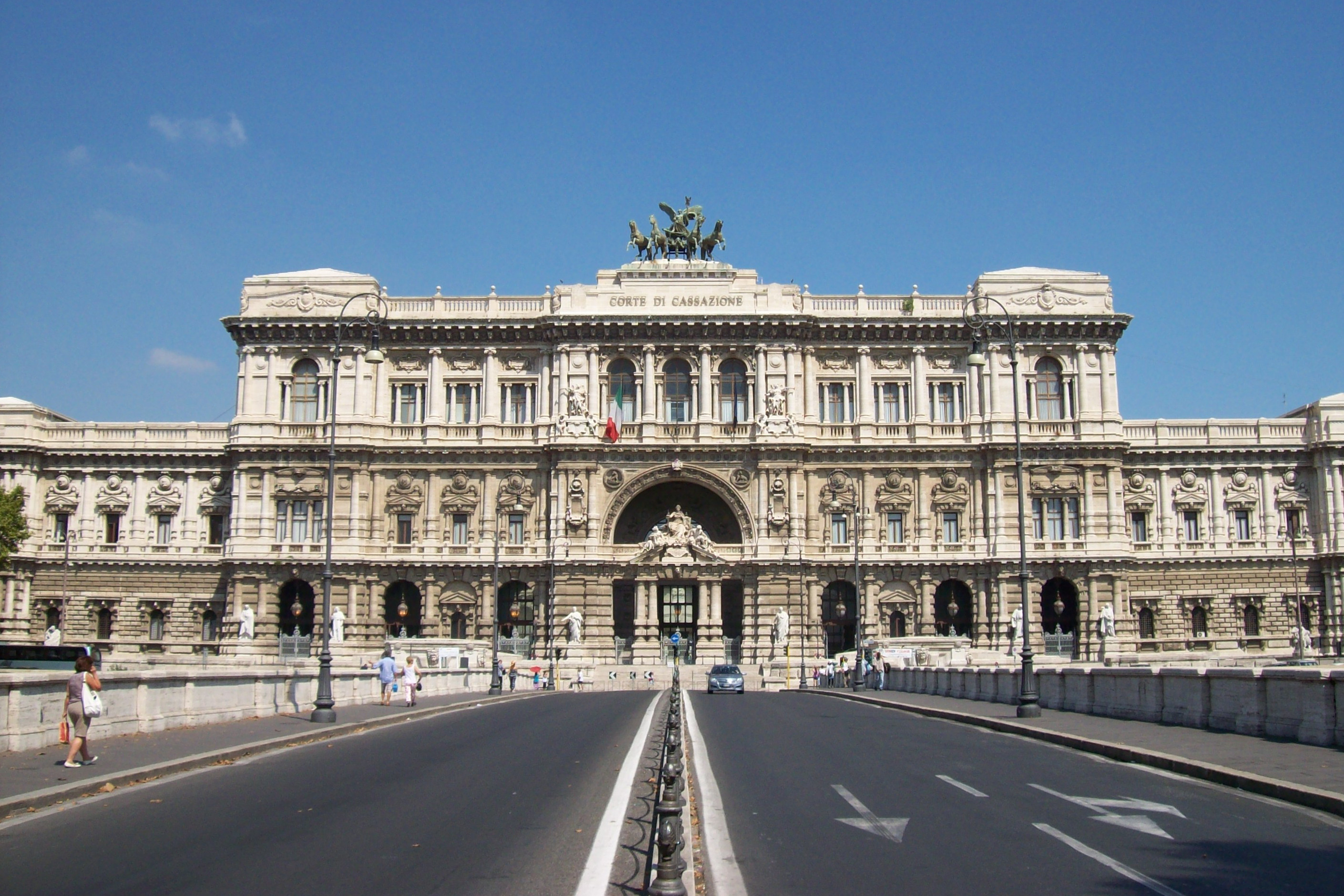
Der Palazzo di Giustizia in Rom

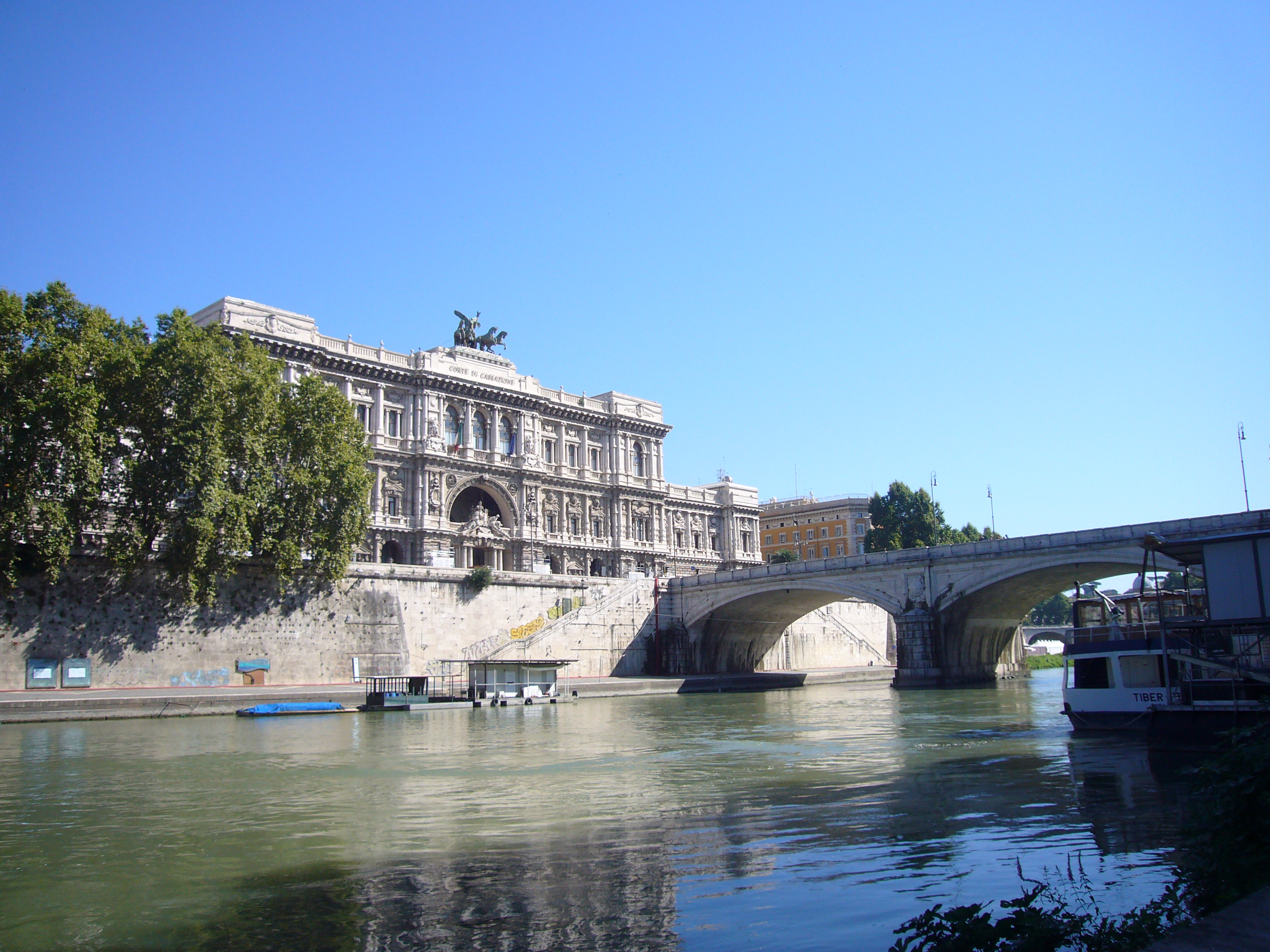
Lage am Tiber

Der Palazzo di Giustizia (deutsch Justizpalast) in Rom befindet sich im Stadtteil Prati am Tiberufer. Er steht gleich neben der Engelsburg. Der von den Römern Palazzaccio (etwa: „hässlicher Protzpalast“) genannte Bau wurde zwischen 1888 und 1910 errichtet. Dabei wurden gewaltige Blöcke von römischem Travertin (Sedimentgestein aus Kalkstein) aus Tivoli herangeschafft und verbaut. Das kolossale Gebäude hatte den Zweck, die verschiedenen Gerichtshöfe, die früher zum Teil im Palazzo Montecitorio residierten, in einem Gebäude zu vereinen. Heute ist in dem Palast der italienische Kassationsgerichtshof (Corte Suprema di Cassazione) untergebracht, der in seiner Funktion etwa dem deutschen Bundesgerichtshof entspricht.
Ziel der Regierung war es, einen monumentalen Palast zu errichten, mit dem die Gründung des italienischen Nationalstaats im Jahr 1870 gefeiert werden sollte. Die Ausschreibung wurde von dem damaligen italienischen Justizminister Giuseppe Zanardelli betrieben. Vielerorts in Europas entstanden etwa zur gleichen Zeit ähnliche, konzeptionell dem Vorbild des Pariser Palais de Justice nachempfundene monumentale Justizgebäude (z. B. Brüssel, Wien, München, Köln).
Gewinner des Architekturwettbewerbes wurde 1884 Guglielmo Calderini, der ein eklektizistisches Gebäude entworfen hatte. Der ausgewählte Standort lag am Ende einer neu angelegten Straße gegenüber einer neuen Tiber-Brücke, der heutigen Ponte Umberto I. Die Lage am Fluss und das sumpfige Gelände trugen jedoch zu den ausufernden Baukosten und der überlangen Bauzeit von 22 Jahren bei. Bedingt durch Gründungsprobleme, Statikfehler und zwischenzeitliche archäologische Ausgrabungen kam es bei der Realisierung des Baus immer wieder zu Verzögerungen.
Der Platz vor dem Palast heißt Piazza dei Tribunali („Platz der Gerichte“) und kombiniert Elemente von Renaissance und Neoklassizismus mit barocken Statuen und ähnlicher Dekoration. Hinter dem Justizpalast befindet sich die Piazza Cavour mit einer Statue des ersten italienischen Ministerpräsidenten Camillo Benso von Cavour.